# Arturo De Bassi
Arturo Vicente De Bassi (* 24. April 1890 in Buenos Aires; † 18. Juni 1950 ebenda) war ein argentinischer Pianist, Komponist und Bandleader.

## Leben und Wirken
De Bassi spielte zehnjährig Klarinette im Orchester seines Vaters, und bereits zwei Jahre später entstanden seine ersten Kompositionen, die Polka Mi amor es tuyo und der Tango ¿Ma, Qui Fú?. Ab 1905 war er Mitglied im von Antonio Reynoso geleiteten Orchester der Compagnie José Podestás am Teatro Apolo. Als Orchesterdirigent debütierte er bei einer Tournee durch Argentinien mit Arturo Podestá. Seine erste Komposition für das Theater war die Musik zu dem Sainete La cantina von Alberto Novión, das 1908 von Florencio Parravicini am Teatro Argentino uraufgeführt wurde. Später arbeitete er auch mit Autoren wie Alberto Vaccarezza, Roberto Lino Cayol, José González Castillo, Ivo Pelay, Ezequiel Soria, Florencio Iriarte und Florencio Chiarello zusammen. Für die Sängerin Lola Membrives komponierte er u. a. die Titel La chismosa, Te juiste con la pueblera, Rosita la chacarera und Palco del Colón. Zudem profilierte De Bassi sich als bedeutender Tangokomponist. Berühmt wurde der Tango Canchero nach einem Text von Celedonio Flores, der von Carlos Gardel aufgenommen wurde. Diesen hatte er 1915 bei einem Auftritt mit seinem Partner José Razzano am Teatro San Martín kennengelernt, bei dem er ihn als Orchesterleiter begleitete.

## Tangokompositionen
- ¿Ma, Qui Fú?
- El caburé
- El incendio
- La catrera
- El romántico
- Don Pacífico
- Gil a cuadros
- El tango papirusa
- Munyinga
- Auxilio
- El conquistador
- Papirusa
- El chajá
- Canchero
- El recluta
- El chinero
- Pebeta
- No te vayas
- Mosquito
- Manón
- El dormilón
- Resaca